# 小行星8216
小行星8216（8216 Melosh），天文學臨時編號1995 FX14，是一個位於小行星帶的小行星。於1995年3月27日由太空監視在基特峰發現。
該小行星以地球物理學家、行星科學家傑·梅洛許（Jay Melosh）命名。

## 外部連結
- JPL Small-Body Database Browser on 8216 Melosh

| 前一小行星： (8215) 1995 FZ | 小行星列表 | 後一小行星： 8217 Dominikhašek |